# Karl der Jüngere
Karl der Jüngere (* 772/773; † 4. Dezember 811) war der zweite Sohn Karls des Großen, der älteste aus der Ehe mit der Fränkischen Grafentochter Hildegard. Aus erster Ehe hatte sein Vater bereits einen Sohn, Pippin den Buckligen, doch wurde diese Verbindung später für ungültig erklärt, wodurch Karl der Jüngere zum Thronfolger wurde.

## Leben
Karl trat 784 im Rahmen der Sachsenkriege zum ersten Mal in Erscheinung. Karl der Große teilte das fränkische Heer und zog nach Thüringen, während der etwa 12-jährige Karl der Jüngere in Westfalen blieb. Nach einem Reitergefecht im Dreingau an der Lippe kehrte er siegreich nach Worms zurück. Das Weihnachtsfest verbrachte die königliche Familie auf der Eresburg.
788 wurde er zum König in Neustrien ernannt – ein sicheres Zeichen dafür, dass er von seinem Vater als Nachfolger vor seinen jüngeren Brüdern Pippin/Karlmann und Ludwig vorgesehen war, denen dieser bereits 781 Italien bzw. Aquitanien zugewiesen hatte. Konsequenterweise wurde er dann bei der Kaiserkrönung seines Vaters am 25. Dezember 800 zum König gesalbt und gekrönt.
Karl der Große schlug König Offa von Mercien 789 vor, eine Tochter Offas (wahrscheinlich Ælfflæd) solle seinen Sohn Karl den Jüngeren heiraten, was Offa mit dem Vorschlag, sein Sohn Ecgfrith solle dann im Gegenzug Karls Tochter Bertha heiraten, erwiderte. Dies führte zu einem Konflikt zwischen Mercia und dem Fränkischen Reich. Karl brach alle Kontakte mit den Angelsachsen ab und verbot es angelsächsischen Schiffen, fränkische Häfen anzulaufen.
Karl der Große hielt 799 in Paderborn eine Reichsversammlung ab und schickte seinen Sohn Karl mit der Hälfte des Heeres weiter in den Bardengau, um die dortige Lage zu stabilisieren.
Als Papst Leo III. Anfang 805 an den fränkischen Hof reiste, wurde ihm Karl der Jüngere als Vertreter des Herrschers bis in die Alpen entgegengesandt und begleitete ihn dann nach Reims. Im selben Jahr schickte der Kaiser ein Heer unter seinem Sohn Karl nach Böhmen. Dieser verwüstete das Land und tötete dessen Herzog Lecho. Auch im Jahr darauf (806) trat Karl als militärischer Befehlshaber gegen die Sorben unter ihrem dux (Herzog) Miliduoch siegreich hervor.
Als Karl der Große auf einer Versammlung in Diedenhofen 806 seine Regelung der Nachfolge verkündete und von den Großen beschwören ließ (Divisio Regnorum), fielen Karl der fränkische Kernraum von der Loire bis an den Rhein sowie die Erwerbungen zwischen Elbe und Donau zu. Darüber hinaus wurde bestimmt, dass er der alleinige Inhaber des Familienbesitzes sein sollte und dass ihm der überwiegende Teil der königlichen Pfalzen, Klöster und Güter gehören sollte, womit ein weiteres Mal seine Stellung als Haupterbe dokumentiert wurde. Eine Verfügung über den – im Gegensatz zum Königstitel unteilbaren – Kaisertitel wurde damals nicht getroffen, unter anderem wohl auch deshalb, weil Karl als einziger der erwachsen gewordenen ehelichen Kaisersöhne unverheiratet und ohne Erben war (und es bis zu seinem Tod auch blieb).
Im Jahre 808 griff der dänische König Gudfred die von Karl dem Großen zum Schutz der fränkischen Nordgrenze in Wagrien angesiedelten Abodriten an. Karl der Jüngere führte einen Vergeltungsfeldzug gegen die mit den Dänen verbündeten Linonen und Smeldinger, deren Land er verwüstete.
In den Jahren 810 und 811 wurde die Erbschaftsregelung, die Karl der Große vorgesehen hatte, Makulatur. Am 8. Juli 810 starb Pippin von Italien, im Jahr darauf Pippin der Bucklige (als Mönch in Prüm) und am 4. Dezember 811 schließlich Karl der Jüngere, so dass von den erwachsenen Söhnen des Kaisers nur der jüngste, Ludwig, die letzten Jahre seines Vaters erlebte.